# 陳嵩 (成化進士)
陳嵩（1445年—1504年），字仰之，四川成都府崇慶州人，民籍，治《禮記》。

## 生平
十二月十六日生，行一，由州學生中式四川鄉試第十一名舉人，會試中式第二百三名。年三十一歲中式成化十一年乙未科第三甲第四十一名進士。弘治十七年（1504年）任雲南提刑按察副使。

## 家族
曾祖陳朝中；祖陳通；父陳永壽；母談氏；繼母石氏。具慶下，妻高氏，弟岳；岌；嵓；岜；漢；環；玉；宇；俊；璧。
次子陳宗昇。